# Führer
Führer (en alemán: [fy.ʁɐ]ⓘ) es una palabra alemana que significa ‘guía’, ‘dirigente’, ‘caudillo’ o ‘conductor’ (también de programas o de vehículos). Jurídicamente fue el cargo político en reemplazo al de presidente del Reich de Alemania en 1933, tras la llegada de Adolf Hitler al poder el 2 de agosto de 1934. Aunque el término en el sentido de cabeza de un grupo ya había sido traducido en ocasiones como ‘líder’ antes del Tercer Reich (influenciado por la palabra inglesa leader, que unifica ambas acepciones), es a partir de esta época, y durante el siglo XX, cuando la palabra ha adquirido estrictamente también la acepción de ‘líder’ («alguien que lidera»).
El cargo de führer también se usó para designar a rangos de autoría y mandos de organizaciones de tipo militar vinculadas al Partido Nacionalsocialista (NSDAP), como las Schutzstaffel y las Sturmabteilung. 
En contraposición a la creencia popular, no es sinónimo de «dictador» y en la actualidad se usa comúnmente en Alemania para referirse a líderes de cualquier tipo en cualquier área. Su significado, en el caso de Hitler, es el de «Guía del Pueblo Alemán», espiritual, política y militarmente.
Cuando se usa fuera del idioma alemán, suele referirse por antonomasia a Hitler, máxima autoridad de la Alemania nazi. Este fue el título y el grado jerárquico militar elegido por Hitler después de que en Alemania se estableciera el Führerprinzip, o «principio de autoridad», según el cual el Líder era el único responsable de concentrar todos los poderes en su persona, encarnar el Estado y ser jefe del partido único, en este caso el NSDAP.
La palabra Führer tiene cognados en las lenguas escandinavas, deletreada fører en danés y noruego. En noruego, la palabra tiene el mismo significado que en alemán. La palabra noruega para alcalde es ordfører, que significa literalmente líder de la palabra. En sueco y danés, förare y fører significan normalmente conductor (de un vehículo), un significado que Führer también puede tener en alemán. Sin embargo, en la palabra compuesta härförare] y hærfører], esa parte sí significa "líder", y es un cognado del alemán Heerführer (líder militar). 

## Historia

### Antecedentes
Führer se ha utilizado como título militar (compárese con el latín Dux) en Alemania al menos desde el siglo XVIII. El uso del término "Führer" en el contexto de una subunidad militar del tamaño de una compañía en el ejército alemán se refería a un comandante que carecía de las cualificaciones para el mando permanente. Por ejemplo, el oficial al mando de una compañía se denominaba (y se denomina) "Kompaniechef" (literalmente, Jefe de Compañía), pero si no tenía el rango o la experiencia necesarios, o sólo se le asignaba temporalmente el mando, se le denominaba oficialmente "Kompanieführer". Así, los mandos operativos de diversos escalones militares se denominaban normalmente por su título de formación seguido del título Führer, en relación con las tácticas de tipo misión utilizadas por las fuerzas militares alemanas. El término Führer también se utilizaba en los niveles inferiores, independientemente de la experiencia.

### Etimología
El uso de la raíz führen, sus derivaciones y flexiones, se ha adaptado a distintas funciones a lo largo de la evolución del idioma alemán. Como sustantivo, uno sus usos más comunes en el contexto de liderazgo era a través de la palabra Fürst, traducida en español como ‘príncipe’ (en el sentido territorial y no monárquico), incluyendo los príncipes electores (sing. Kurfürst) del Sacro Imperio Romano Germánico.
Con la llegada de los nazis al poder, Führer se convirtió en un título exclusivo otorgado por Hitler a sí mismo, por su función como Vorsitzender (presidente) del Partido Nacionalsocialista Obrero Alemán. No obstante, en la Alemania de aquella época era corriente referirse a los dirigentes de los partidos como führer. La adopción de este título por Hitler estuvo inspirada parcialmente por el uso anterior que hizo el austríaco Georg von Schönerer, principal exponente del pangermanismo y del nacionalismo alemán en Austria, al cual sus seguidores se referían comúnmente como Führer, y los cuales también utilizaban el saludo Sieg Heil. La elección de Hitler para su epíteto político no tenía precedente alguno en Alemania. Al igual que gran parte de la simbología temprana de la Alemania nacionalsocialista, este estaba basado en el fascismo italiano de Benito Mussolini. De hecho, Mussolini escogió el epíteto latino "Dux" o il Duce que sería ampliamente utilizado en la Italia fascista aunque, a diferencia de Hitler, Mussolini nunca lo convirtió en su título oficial. La palabra italiana duce, a diferencia de führer en el idioma alemán, ya no se usa para referirse a un líder de forma genérica, aunque sí para referirse a Mussolini (el Duce).
Hitler se vio a sí mismo como la única fuente de poder en Alemania, de forma similar a los emperadores romanos y a los príncipes medievales alemanes. Tras la muerte de Paul Hindenburg en 1934, la Marcha Badenweiler, así como el estandarte personal de Adolf Hitler, se utilizaron para evocar la presencia de Hitler como líder y la personificación del estado alemán.

### Orígenes del concepto político
El primer ejemplo del uso político de Führer fue con el austriaco Georg von Schönerer (1842-1921), uno de los principales exponentes del pangermanismo y del nacionalismo alemán en Austria, cuyos seguidores se referían comúnmente a él como el Führer, y que también utilizaba el saludo romano — en el que el brazo derecho y la mano se mantienen rígidamente extendidos — al que llamaban el "saludo alemán".  Según el historiador Richard J. Evans, este uso de "Führer" por parte de la Asociación Panalemana de Schönerer, probablemente introdujo el término en la extrema derecha alemana, pero su adopción específica por parte de los nazis también puede haber estado influida por el uso en Italia de "Duce", que también significa "líder", como título informal para Benito Mussolini, el fascista Primer Ministro, y más tarde (a partir de 1922) dictador, de ese país.

### Uso como cargo oficial
Hitler empleó el título Führer und Reichskanzler («Caudillo y Canciller») para remarcar las posiciones que ya tenía en el partido y el gobierno, aunque en el imaginario popular, el término führer se entendía cada vez más no solo por su referencia al partido nacionalsocialista, sino también por su relación con el pueblo y el Estado alemanes. Por ejemplo, los soldados tenían que jurar fidelidad a Hitler como Führer des Deutschen Reiches und Volkes (‘Líder del Reich y del pueblo alemán’). El 28 de julio de 1942 el título cambió a Führer des Großdeutschen Reiches (‘Líder del Gran Imperio Alemán’). En su testamento político, Hitler también se refería a sí mismo como Führer der Nation.
El Tercer Reich extendió el Führerprinzip, y Hitler pasó a ser conocido simplemente como der Führer (‘el Líder’).

### Führerdel Partido Nazi
Adolf Hitler adoptó el título para denotar su función como jefe del Partido Nazi; lo recibió en 1921 cuando, enfurecido por el plan del fundador del partido Anton Drexler de fusionarse con otro partido nacionalista antisemita de extrema derecha, dimitió del partido. Drexler y el Comité Ejecutivo del partido accedieron entonces a la petición de Hitler de ser nombrado presidente del partido con "poderes dictatoriales" como condición para su regreso.

### Ein Volk, Ein Reich, Ein Führer
Uno de los eslóganes políticos más repetidos por los seguidores de Hitler y el mismo era Ein Volk, Ein Reich, Ein Führer ("Un pueblo, Un imperio, Un líder"). El historiador Joseph W. Bendersky explica que el lema «dejó una marca ineludible en la mentalidad de muchos de los alemanes que vivieron durante los años del régimen nacionalsocialista. Apareció en innumerables carteles y publicaciones; era escuchado constantemente en las emisiones de radio y discursos.» El lema enfatizó el control absoluto del partido sobre prácticamente todos los sectores de la sociedad y la cultura alemana. La palabra y la voluntad de Hitler lo eran todo, pero en muchas ocasiones sus subordinados interpretaban su voluntad como mejor consideraban para así adaptarla a sus propios intereses.

### Führerwille
También se llegó a emplear la expresión Führerwille para referirse a la «voluntad del Führer». Los deseos y órdenes del propio Adolf Hitler como jefe supremo del Tercer Reich, plasmados en los decretos y discursos de Hitler, tenían un lugar preferente entre las diversas ordenanzas del Reich, hasta el punto de que constituían una de las fuentes del derecho del sistema judicial nazi.

## Uso militar del vocabloführer

Estandarte personal de Adolf Hitler en su calidad de Führer del Reich alemán.

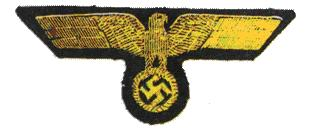
Reichsadler usada a modo de insignia en el brazo izquierdo del uniforme de Adolf Hitler como comandante supremo de las Wehrmacht (fuerzas armadas) y Führer del III Reich.

Führer se ha utilizado como un título militar en Alemania al menos desde el siglo XVIII. Esta palabra se usa habitualmente para referirse a Hitler como gobernante supremo de Alemania. El término führer ha sido empleado en el contexto de una compañía militar del tamaño de una subunidad en el Ejército Alemán referido a un comandante carente de cualificaciones para el mando permanente. Por ejemplo, el oficial al mando de una compañía es titulado Kompaniechef (literalmente, jefe de la compañía), pero si no tenía el rango o la experiencia necesaria, o sólo se le había asignado temporalmente al mando, se le titulaba oficialmente Kompanieführer. En consecuencia los mandos operativos de los diversos escalafones militares se designan típicamente por su título de formación seguido del título de führer, en relación con Auftragstaktik, táctica militar empleada por las fuerzas militares alemanas. El término führer se aplicaba asimismo en niveles inferiores, sin tener en cuenta la experiencia o rango; por ejemplo, un Rottenführer era el jefe de un pelotón de infantería (9 o 10 hombres).
Bajo los nacionalsocialistas el título de führer se empleó igualmente en títulos militares. Casi cada organización nacionalsocialista, en particular las Schutzstaffel (SS) y las Sturmabteilung (SA), incorporaban el título de führer en sus rangos jerárquicos. Las SS e incluso las Waffen-SS, como todas las organizaciones de la misma ideología, llamaron a todos sus miembros de cualquier grado, excepto el más bajo, führer; así a punto de crear confusión, Gruppenführer fue un rango de oficial para un grado específico de general. La palabra Truppenführer fue también una palabra genérica de referencia para cualquier comandante o líder de tropas, y podía aplicarse a suboficiales u oficiales en muchos niveles diferentes de mando.
La noción de jefe único, personalista y carismático vinculado a las Fuerzas Armadas, tuvo otros referentes en la Historia Mundial de mediados del siglo XX. Por ejemplo: en Italia, el duce Benito Mussolini; en España, el caudillo Francisco Franco, en Rumanía, el conducător Ion Antonescu, en Croacia, el poglavnik Ante Pavelić, en Noruega, el fører Vidkun Quisling.

## Uso actual en Alemania
En el ámbito de habla alemana, la palabra aislada führer generalmente se evita en contextos políticos, debido a su íntima conexión con la historia reciente. Sin embargo, el término führer es un vocablo común, que se sigue empleando en muchas palabras compuestas, tanto para personas como para objetos, como en los siguientes ejemplos: bergführer (guía de montaña), fremdenführer (guía de turismo, también touristenführer), geschäftsführer (director ejecutivo), lokomotivführer (maquinista), führerschein (licencia de conducir), führerstand (cabina de locomotora), reiseführer (guía turística) o spielführer (capitán del equipo), entre otras.
Existen también otros vocablos que se emplean para este significado, según el caso: chef (‘jefe’ —ambos préstamos del francés—, como en chefkoch, chef; chefarzt, médico jefe; Chef des Bundeskanzleramtes, jefe de gabinete del Canciller de Alemania; o en su uso común en el día a día); o leiter (a menudo en palabras compuestas: teamleiter; jefe de equipo; amtsleiter, funcionario jefe; projektleiter, director de proyecto; referatsleiter, jefe de división; etc.). En el ámbito político ya no se hace uso del término führer, sino de términos como vorsitzender (‘presidente’ en el sentido de quien preside una formación). La excepción es la palabra oppositionsführer (líder de la oposición parlamentaria), que sí se usa comúnmente.